# Енгелхард III фон Вайнсберг
Енгелхард III Руфус фон Вайнсберг (на немски: Engelhard III Rufus von Weinsberg; * пр. 1193; † 1242) е господар на Вайнсберг.

## Произход и управление
Той е син на Енгелхард II фон Вайнсберг († сл. 1212/ок. 1213) и съпругата му Юта фон Урслинген († сл. 1219), сестра на Конрад († 1202), херцог на Сполето, граф на Асизи, и внучка на Свигер фон Урслинген († сл. 1137).
Енгелхард IIIрезидира в замък Вайнсберг до град Вайнсберг.

## Фамилия
Енгелхард III се жени за Луитгард фон Шюпф (* пр. 1242; † сл. 1250), дъщеря на Валтер II Шенк фон Шюпф († сл. 1218) и Ирментруд фон Боланден († сл. 1256). Те имат децата:
- Енгелхард IV Стари († 1279), господар на Вайнсберг, женен I. пр. 17 май 1240 г. за Кунигунда фон Мюнценберг († 1269), II. 1274 – 1277 г. за Агнес фон Калв-Льовенщайн († сл. 1277)
- Конрад II († 1264), женен за Ирменгард фон Мюнценберг († 1269)
- дъщеря, омъжена за Петер Кемерер фон Вормс († 1297)
- Конрад († сл. 1272)